# Pão-antropomorfo catalão
Pão-antropomorfo catalão é um quadro do pintor espanhol Salvador Dalí.